# Ozren Žunec
Ozren Žunec (Zagreb, 2. kolovoza 1950.) je hrvatski sociolog i filozof. Redoviti je profesor Odsjeka za sociologiju Filozofskog fakulteta u Zagrebu.

## Životopis
Na zagrebačkom Filozofskom fakultetu diplomirao je 1973. filozofiju i komparativnu književnost. Na istom je fakultetu 1978. magistrirao, te 1985. doktorirao obranivši doktorsku disertaciju Grčka teorija mimesisa. Usavršavao se u Francuskoj i Sjedinjenim Američkim Državama. 1994./95. bio je stipendist američke Zaklade Fulbright.
Žunec je od 1978. asistent, od 1986. docent, a od 1991. godine izvanredni profesor sociologije na Odsjeku za sociologiju Filozofskog fakulteta u Zagrebu, gdje predaje predmete "Uvod u akademski studij sociologije",  "Povijesni uvod u sociologiju", "Sociologija znanja i znanosti", "Socijalna povijest ideja" te "Sociologija vojske i rata", koji kasnije prerasta u Katedru za vojnu sociologiju. Od 1992. do 1994. bio je izvanredni profesor filozofije na Akademiji likovnih umjetnosti u Zagrebu, gdje je predavao predmet Estetika. Područje njegova znanstvenog istraživanja sociologija je vojske i rata. Bio je glavni urednik interdisciplinarnoga časopisa za istraživanje rata i mira Polemos.
Jedan je od najobrazovanijih časnika OS RH u Domovinskom ratu. Priključuje se kao dragovoljac. Od 1991. do 1993. obnašao je dužnost stožernog časnika Gradskog štaba Teritorijalne obrane (kasnije: Zapovjedništvo operativne grupe Zagreb i Zapovjedništvo obrane Grada Zagreba). Bio je ranjen na pokupskom bojištu, nakon čega je demobiliziran i vratio se znanstvenom radu. Od 16. veljače 2000. do 24. svibnja 2000. godine obnašao je dužnost ravnatelja HIS-a.

## Djela
Izbor iz djela Ozrena Žuneca.
- Mogućnost marksističke estetike,  Zagreb, 1980.
- Mimesis. Grčko iskustvo svijeta umjetnosti do Platona., Latina et Graeca, Zagreb, 1988.
- Planet mina,  Strata istraživanja, Zagreb, 1997. ISBN 953-6559-00-5
- Rat i društvo: ogledi iz sociologije vojske i rata, Naklada Jesenski i Turk - Hrvatsko sociološko društvo, Zagreb, 1998. ISBN 953-6483-07-6
- Psihosocijalne posljedice rata, Naklada Jesenski i Turk, Zagreb, 1998.
- Obavještajno - sigurnosne službe Republike Hrvatske, Naklada Jesenski i Turk, Zagreb, 2000. ISBN 953-6483-52-1
- Goli život: socijetalne dimenzije pobune Srba u Hrvatskoj, Demetra, Zagreb, 2007.  ISBN 978-953-225-068-9 nevaljani ISBN[5]

## Nagrade
- 1998. Godišnja državna nagrada za znanost

## Vanjske poveznice
- Ozren Žunec: Jedini sam bivši obavještajac na svijetu koji popravlja bicikle, Slobodna Dalmacija